# Olching
Olching è una città tedesca di 24 343 abitanti, situato nel land della Baviera.

## Monumenti e luoghi d'interesse

### Architetture religiose
- Chiesa dei Santi Pietro e Paolo